# Zdovc
Zdovc je priimek več znanih Slovencev:
- Anja Zdovc (*1987), odbojkarica
- Bogdan Zdovc, veterinar
- Edvin (Edo) Zdovc (1931--1976), diplomat, konzul, žrtev atentata
- Hedvika Zdovc, arhivistka
- Irena Zdovc, veterinarka
- Jure Zdovc (*1966), košarkar
- Jurij Zdovc, jezikoslovec germanist
- Mirko Zdovc (1927--2005), arhitekt
- Miro Zdovc (1929--2009), fotograf
- Pavel Zdovc (*1933), jezikoslovec slovenist, toponomastik, slovaropisec
- Sonja Merljak Zdovc (*1972), novinarka in pisateljica